# Sphindus semirufus
Sphindus semirufus is een keversoort uit de familie slijmzwamkevers (Sphindidae). De wetenschappelijke naam van de soort werd in 1922 gepubliceerd door George Charles Champion.